# Ермолин, Степан Иванович (писатель)
Степан Иванович Ермолин (24 апреля 1914 — 20 мая 1961) — советский и коми писатель, поэт, драматург, переводчик с русского и коми языков.
Заслуженный артист Коми АССР (1943). Народный артист Коми АССР (1945). Заслуженный артист РСФСР (1951).
В Национальном архиве Республики Коми хранятся интересные и разнообразные архивные документы С.И. Ермолина. Рукописи: пьесы, рассказы, поэмы, баллады, стихотворения, очерки об актёрах Республиканского драматического театра, частушки, переводы на коми язык пьес М.И. Алигер, Б.А. Лавренёва, А.С. Макаренко, А.Н. Островского, К.Г. Паустовского, Н.Ф. Погодина. Автобиография. Дневник «Особая тетрадка» (1940—1942). Переписка с издательствами, литературными организациями, актёрами, писателями. Документы к биографии. Фото.

## Биография
Степан Иванович Ермолин родился 24 апреля 1914 года в старинном селе Часово, расположенном на живописном берегу реки Вычегда, Усть-Сысольского уезда Вологодской губернии (в настоящее время — Сыктывдинский район, Республика Коми) в небогатой крестьянской семье, в которой было семеро детей — четверо сыновей и три дочери.
В детстве Степан хорошо играл на балалайке, участвовал в сценках в школьной самодеятельности, декламировал стихи, хорошо рисовал юмористические картинки, дружеские шаржи. Начальную школу окончил за два года — пошёл сразу во второй класс, а затем, минуя третий класс, пошел в четвёртый. Потом была школа крестьянской молодёжи, в 1930 г. переименованная в школу колхозной молодёжи.
В марте 1931 г. С.И. Ермолин поступил на краткосрочные актёрские курсы при Коми инструктивно-передвижном показательном театре (КИППТ) г. Сыктывкар, окончил их с отличием по всем предметам, и с этого момента его жизнь прочно связалась с коми театром.
С 1931 г. в течение четырёх лет Ермолин ездил по всему коми краю в составе передвижного показательного театра — от села к селу, посещая самые глухие уголки края, привнося весомый вклад в культурную жизнь коми народа и развивая её.
За этот период (1931—1935) им было написано более тысячи разных куплетов и частушек, выпущено множество стенгазет, в которых он был редактором. В эти же годы в журнале «Тропа» («Ордым»), сыгравшем большую роль в развитии коми литературы, были напечатаны первые стихотворения С.И. Ермолина, в которых он использовал местный фольклор, вкладывая в старинные частушки и песни новое советское содержание. Это были вполне профессиональные стихи.
С 1932 г. С.И. Ермолин работал директором гастрольной бригады театра.
В 1934 г. был принят сразу на 3 курс Ленинградского театрального училища.
30 августа 1936 г. открылся стационарный профессиональный Коми драматический театр. В репертуаре театра были также и все дипломные работы С. И. Ермолина, приготовленные в Ленинграде.
С момента открытия только за первый год (1936—1937) театр показал около 170 спектаклей, многие из которых были с участием Степана Ермолина. Спектакли шли как на русском, так и на коми языках.
В 1938 г. начался путь С.И. Ермолина, как драматурга.
В 1939 г. Ермолин стал членом Союза писателей СССР.
В 30-е гг. коми литература достигает новых успехов. Писатели откликаются на события в стране, в их книгах запечатлены этапы роста и развития республики. В поэзии плодотворно работают писатели старшего и молодого поколения. Это время ознаменовалось появлением в коми литературе крупных прозаических форм. Драматургия в эти годы представлена, главным образом, именами С.И. Ермолина и Н.М. Дьяконова.
В годы Великой Отечественной войны большой отряд коми писателей ушёл на фронт. С пьесами о войне и о тружениках тыла выступали на сцене С.И. Ермолин, В.В. Юхнин, Н.М. Дьяконов. В 1943 году Президиумом Верховного Совета Коми АССР С.И. Ермолину присвоено звание заслуженного артиста Коми АССР, а в 1945 году — звание народного артиста Коми АССР, тогда же, в 1945 году, С.И. Ермолин был награждён Президиумом Верховного Совета СССР медалью «За доблестный труд в Великой Отечественной войне 1941—1945 гг.»
В 1956 году за большие трудовые заслуги перед Советским государством и обществом в области культуры, литературы и искусства С.И. Ермолин был награждён орденом Трудового Красного Знамени.
В 1948 году было создано Коми отделение Союза театральных деятелей РСФСР, первым председателем которого стал С.И. Ермолин.
Так биография С.И. Ермолина тесно переплетена с началом истории Коми национального театра и с началом славной театральной культуры коми народа. Вся творческая жизнь С.И. Ермолина, актёра и драматурга, способствовала развитию национального театрального искусства и наряду с творческой жизнью других энтузиастов и сподвижников положила начало Коми республиканскому драматическому театру.
20 мая 1961 года во время премьерного показа спектакля «Потерянный сын» по психологической драме А.Н. Арбузова сердце артиста перестало биться. Глубоко символичным стало само название спектакля. Коми театр потерял одного из лучших актёров, а коми земля — одного из лучших своих сыновей. Смерть любимого артиста на сцене сделала его легендой.
В 2004 году — в год 90-летнего юбилея С.И. Ермолина — на гостинице «Югор» в Сыктывкаре была установлена памятная мемориальная доска. На этом месте, по адресу ул. М. Горького, 3, находился дом, в котором жил С.И. Ермолин.
В 2007 году в целях увековечения его памяти учрежден Республиканский театральный конкурс, а также была учреждена общественная премия его имени в области театрального искусства «Зарникодзув» («Золотая звезда»). Премия учреждена компанией «КонсультантПлюсКоми» (руководитель — его сын Владимир Степанович Ермолин) и присуждается актерам Республики Коми за весомый вклад в развитие театрального искусства и популяризацию драматургических произведений.
24 апреля 2009 года на сцене Национального музыкально-драматического театра прошёл юбилейный вечер, посвященный 95-летию со дня рождения С.И. Ермолина. Специально для этого вечера было подготовлено театрализованное представление по пьесе А. В. Попова «Баллада о сгоревшем артисте». Это событие стало продолжением биографии выдающегося артиста, дело которого бессмертно.

## Творчество
За свою творческую жизнь С.И. Ермолин сыграл более ста пятидесяти ролей.
Среди них:
- Миллер в «Коварстве и любви» Ф. Шиллера,
- Осип в «Ревизоре» Н.В. Гоголя,
- Яичница в «Женитьбе» Н.В. Гоголя,
- Василий Мотыльков в «Славе» В.М. Гусева,
- Ишин в «Земле» Н. Вирты,
- Караулов в «Чужом ребёнке» В.В. Шкваркина,
- Царев в пьесе «Шёл солдат с фронта» В.П. Катаева,
- Шпион Келлер в «Очной ставке» братьев Тур и Л.Р. Шейнина,
- Панталоне в «Слуге двух господ» Карло Гольдони,
- Василий в пьесе «Ленин в 1918 году» А.Я. Каплера и Т.С. Златогоровой,
- Шадрин в «Человеке с ружьем» Н.Ф. Погодина,
- Сафонов в «Русских людях» К.М. Симонова,
- Мирон Горлов во «Фронте» А.Е. Корнейчука,
- Таланов в «Нашествии» Л.М. Леонова,
- Иван Коломийцев в «Последних» М. Горького,
- Шульга в «Молодой гвардии» А.А. Фадеева и многие другие.

Немало ролей было сыграно в национальных пьесах драматургов коми:
- Мирона в «Границе» Н.А. Заболоцкого,
- Мудреца в «Золотом слове» В.В. Юхнина,
- Охотника Нестора в пьесе «В предгорьях Тимана» Г.А. Федорова,
- В пьесах, написанных совместно с Н.М. Дьяконовым:

1. Егора в «Глубокой запани»,
2. Петра в «Воронах»,
3. Полковника Витковского в «Усть-Куломском восстании»,
4. Зарни Алексея в пьесе «В дни войны» и другие.

С.М. Попова в своей книге «Страницы истории коми театра» вспоминает о С.И. Ермолине: «Степан Ермолин, мастер незабываемых сценических портретов, ни разу не позволил повторить внешний облик того или иного героя, всегда идя от внешнего к внутреннему, сочетая разум с интуицией.»
Театральные критики и специалисты в области театрального искусства высоко оценили актёрский талант С.И. Ермолина. В различных публикациях о нём говорится как о мастере театральной сцены, мастере перевоплощения, мастере грима. Об этом также говорят сохранившиеся исторические фотографии.
Самой значительной своей работой сам С.И. Ермолин считал роль Шадрина в «Человеке с ружьем». Этот спектакль был большим событием для всего театрального коллектива того времени, так как в нём впервые на сцене коми театра были воплощены образы исторических фигур — В.И. Ленина и И.В. Сталина.
В последние годы жизни С.И. Ермолин сыграл Макара Дубраву в пьесе А. Е. Корнейчука, Тимофея Ильича Тутаринова в «Кавалере Золотой Звезды» С. П. Бабаевского, Семёна Пирогова в «Свадьбе с приданым» Н. М. Дьяконова, попа Павлина в «Егоре Булычове» М. Горького.
Драматургией С. И. Ермолин занялся вскоре после возвращения с учёбы в Ленинграде. Тогда же он начал писать стихотворения, поэмы, частушки.
С 1938 года в соавторстве с Н.М. Дьяконовым написано шесть пьес: «Глубокая запань», «Вороны», «Мужество», «Домна Каликова», «В дни войны», «Усть-Куломское восстание» (драма).
Позднее С.И. Ермолин самостоятельно написал пьесы «Молодые патриоты» и «Новые всходы». Кроме многоактных пьес написаны две одноактные пьесы: «Не вернулся на свою базу» и «Последняя операция». Все эти пьесы ставились на сцене коми республиканского театра.
По оценке критиков особым достижением в творчестве С.И. Ермолина как драматурга является музыкальная пьеса в стихах «Усть-Куломское восстание». В 1942 году, в разгар Великой Отечественной войны, на сцене коми театра была впервые поставлена национальная опера на коми языке.
Много работал С.И. Ермолин и над переводами русских пьес на коми язык. Им переведены «Доходное место» А.Н Островского, «На белом свете» П.Ф. Нилина, «Большая судьба» А.А. Сурова, «Сказка о правде» М.И. Алигер, «Жаркое лето» Ф.Т. Кравченко и Е. Рогозинской, а также ряд одноактных пьес для художественной самодеятельности.

## Список изданных произведений
- Джуджыд запань (Глубокая запань) (Драма в 3-х д., 9 картин.) — Сыктывкар: Комигиз, 1940 (обл. 1939), — 60лб. (в соавторстве с Н. М. Дьяконовым)
- Кырнышьяс (Вороны) (Драма в 3 д., 9 карт); // Ударник — 1939 N 5 c. 37-64 (в соавторстве с Н. М. Дьяконовым)
- Мужество: Куимсерпаса драма (Челядьяслы) — Сыктывкар: Комигиз, 1940, — 32с. (в соавторстве с Н. М. Дьяконовым)
- Домна Каликова (Драма в 4-х д. 8 карт.) — Сыктывкар: Комигосиздат, 1944, — 54с.- (в соавторстве с Н. М. Дьяконовым)
- Усть-Куломское восстание (Драма) (в соавторстве с Н. М. Дьяконовым)
- Усть-Куломское восстание (Муз.пьеса в стихах), 1942 г.
- В дни войны (в соавторстве с Н. М. Дьяконовым)
- Молодые патриоты (Пьеса), 1945 г.
- Не вернулся на свою базу (Одноактная пьеса)
- Последняя операция (Одноактная пьеса)
- Новые всходы (Пьеса на тему колхозной жизни), 1949 г.

## Награды и звания
- В 1943 году удостоен звания заслуженного артиста Коми АССР.
- В 1945 году удостоен звания народного артиста Коми АССР.
- В 1951 году удостоен звания заслуженного артиста РСФСР.
- В 1945 году награждён медалью «За доблестный труд в Великой Отечественной войне 1941—1945 гг.».
- В 1956 году награждён орденом Трудового Красного Знамени.